# Mosiewicze (sielsowiet Możejków)
Mosiewicze (biał. Масявічы, Masiawiczy; ros. Мосевичи, Mosiewiczi) – wieś na Białorusi, w obwodzie grodzieńskim, w rejonie lidzkim, w sielsowiecie Możejków.

## Historia
W XIX i w początkach XX w. położone były w Rosji, w guberni wileńskiej, w powiecie lidzkim, w gminie Tarnowszczyzna.
W dwudziestoleciu międzywojennym leżały w Polsce, w województwie nowogródzkim, w powiecie lidzkim, w gminie Tarnowo/Białohruda. W 1921 miejscowość liczyła 350 mieszkańców, zamieszkałych w 57 budynkach, wyłącznie Polaków. 347 mieszkańców było wyznania rzymskokatolickiego i 3 prawosławnego.
Po II wojnie światowej w granicach Związku Sowieckiego. Od 1991 w niepodległej Białorusi.